# Nitroglyzerin (Comic)
Nitroglyzerin (französischer Originaltitel: Nitroglycérine) ist ein Album aus der Lucky-Luke-Comicserie, das von Morris gezeichnet und von Lo Hartog van Banda getextet wurde.  Die Erstveröffentlichung auf Französisch fand im April 1987 statt, sowohl in Albumform wie in Fortsetzungen in der Zeitschrift Pif Gadget. Noch im selben Jahr erschien die Episode auch auf Deutsch als Band 52 beim Ehapa-Verlag.
Sie beruht auf dem Bau der transamerikanischen Eisenbahn, der von 1865 bis 1869 andauerte. Bereits das Album Die Eisenbahn durch die Prärie hatte den Bau dieser Magistrale thematisiert. 

## Inhalt
Die Union Pacific Railroad und die Central Pacific Railroad haben die Baugenehmigung für eine Strecke von Sacramento nach Omaha erhalten. Als Konkurrenten starten die Eisenbahngesellschaften mit ihrer Bautätigkeit je an einem der Endpunkte der geplanten Strecke. 
Doch Saboteure der Union Pacific Railroad verüben Anschläge auf die Sprengstoffladungen der Central Pacific, um diese bei dem Voranschreiten in der Sierra Nevada zu hindern. Lucky Luke wird engagiert, einen Zug mit Nitroglyzerin sicher zu dem Streckenbautrupp der Central Pacific zu überführen. Zur selben Zeit entkommen die Daltons aus der Strafanstalt und vermuten Gold im Nitroglyzerin-Transport. Sie verfolgen Lucky Luke, der nur mit einem Kapitän und einem Matrosen unterwegs ist, die auch Opfer einer Sabotage waren. Den Daltons gelingt es, den Zug zu übernehmen und den Fallen der Union Pacific auszuweichen. Lucky Luke holt den Zug jedoch wieder ein und rettet den Brüdern sogar das Leben, als diese die Kiste, die den Sprengstoff beinhaltet, öffnen wollen. Die Daltons fahren weiter, bis sie am Ende der Strecke ankommen. Die Saboteure lenken den Zug in den Tunnel, doch er explodiert an der richtigen Stelle, was die Central Pacific einen großen Schritt voranbringt, da diese niemals gewagt hätte, alles Nitroglyzerin auf einmal zu sprengen. Lucky Luke nimmt die Daltons fest und klärt sie auf, woraufhin diese in Ohnmacht fallen.

## Hintergrund
Tatsächlich gab es beim Bau der First Transcontinental Railroad einen Wettkampf zwischen der Union Pacific und der Central Pacific. Die Regierung hatte den Gesellschaften für jede Meile 25.000 Quadratkilometer Regierungsland versprochen. 
Zusätzlich wurde den Gesellschaften 700.000 Quadratkilometer entlang der Bahnstrecke zur Verfügung gestellt, die sie in fünf Jahren verkaufen und verpachten sollten; den Erlös konnten sie behalten. Die Bahnstrecke hatte die höchste Priorität, da man sich wirtschaftliche Vorteile versprach. Aufgrund der hohen Belohnungen versuchten Union und Central Pacific ihre Bautrupps anzutreiben.